# ペイパーバック・ライター
「ペイパーバック・ライター」（Paperback Writer）は、ビートルズの楽曲である。主にポール・マッカートニーによって書かれた楽曲で、作曲者名はレノン＝マッカートニー名義となっている。1966年5月にシングル盤として発売され、全英シングルチャートをはじめとしたシングルチャートで第1位を獲得し、Billboard Hot 100では2週連続で第1位を獲得した。アルバム『リボルバー』のためのセッション中にレコーディングされた楽曲だが、同作には未収録となった。
なお、本作は1966年の最後のツアーで、ビートルズが演奏した最後の新曲となった。

## 背景・曲の構成
歌詞は手紙の体裁をとっており、小説家を志望する人物が自身の作品を本（ペーパーバック）として出版してくれるよう熱烈に訴えかけるというもの。あるときに叔母のリルから「どうしてラブソングばかりなの?」と問われたことをきっかけに、マッカートニーは新たなテーマを模索することとなった。叔母の「ラブソングではないシングルを書く」というリクエストのもとで、マッカートニーが書いたのが「ペイパーバック・ライター」であった。
楽曲制作の経緯について、マッカートニーは「ウェーブリッジに着いたときに、ジョンに『ペイパーバック作家になりたがっている人』のアイデアについて話をした。ジョンには『手紙を書くような歌詞にしたらどうだろう』とも言ったよ。それで紙切れを取りだして『Dear Sir or Madam, as the case may be…（前略、今回お伝えしたいのは…）』とジョンの前で書き始めた。実際に手紙を書くような感じで、少しリズムをつけてね。そのあと、僕とジョンは上の階に行ってメロディーをつけた。ジョンと僕で仕上げたんだけど、オリジナルのアイデアは僕だったから、僕が書いたってことになって。旋律らしいものはないんだけど、少しブルースっぽいかな。それからハーモニーを取り入れるアイデアを思いついて、スタジオで練った」と語っている。なお、2007年のインタビューでは、『デイリー・メール』誌が報じたマーティン・エイミスについての記事を読んだあとに、曲に書き始めたとしている。
ラブソングからの脱却はさておき、マッカートニーは1つの静的なコードのみのメロディを持つ曲を作ることを念頭に置いていて、「ジョンと僕は、『ロング・トール・サリー』のような1つの音符だけの曲をやってみたいと思ってる。『愛のことば』にはそれに近いものがあった」と語っている。ヴァースが一貫してGコードで演奏され、そこで一度Cコードで停止するということから、マッカートニーは本作でこの目標をかろうじて達成できたと主張している。
レノンは、『ヒット・パレーダー』誌のインタビューで「僕が歌詞を少し手伝ったけど、基本的にはポールの曲だよ」と語っており、1980年の『プレイボーイ』誌のインタビューでは「『デイ・トリッパー』の息子だ。やかましいギターのロックンロールという意味でね」と語っている。

## レコーディング
「ペイパーバック・ライター」のレコーディングは、1966年4月13日と14日にEMIレコーディング・スタジオのスタジオ2で行われた。サウンド面では、ウィルソン・ピケットのレコードに影響されたジョン・レノンの要望に応えて、ブーストされたベースの音を主体とした楽曲となっており、これ以降解散するまでベースがビートルズ・サウンドの中核となった。なお、本作はアルバム『リボルバー』のためのセッション中にレコーディングされたが、『リボルバー』には収録されていない。
レコーディング・エンジニアを務めたジェフ・エメリックによると、マッカートニーはリッケンバッカー・4001Sを使用したとのこと。ベースは、ラウド・スピーカーをマイク代わりに使用してレコーディングされた。
マッカートニーは、本作のハーモニー・ボーカルはセッション中にアレンジされたものであることを明かしている。3番目のヴァースのコーラスとして、レノンとジョージ・ハリスンは「フレール・ジャック」を歌っている。
ジェフ・エメリックは、「シングル盤『ペイパーバック・ライター / レイン』は従来のビートルズのレコードよりも大きな音でカットされている」と語っており、EMIのメンテナンス部門が考案した「Automatic Transient Overload Control」と呼ばれるマスタリング作業で使用される機器が使用されている。

## リリース
「ペイパーバック・ライター」は、アメリカで1966年5月30日にキャピトル・レコードよりシングル盤として発売され、B面には「レイン」が収録された。イギリスでは1966年6月10日にパーロフォンより発売された。シングル盤は、1966年6月25日付のBillboard Hot 100で第1位を獲得し、全英シングルチャートでは2週連続で第1位を獲得した。イギリスでのプロモーション時には、白衣姿のメンバー4人がバラバラになった赤ん坊の人形と肉片を持って笑っている写真が使用されており、この写真はキャピトル編集盤『イエスタデイ・アンド・トゥデイ』の差し替えられる前のジャケット写真（ブッチャー・カバー）として知られている。なお、アメリカ盤ではビートルズが演奏している写真を裏焼したものが使用されている。
オリジナル・アルバムには未収録となっており、イギリスでは1966年に発売されたコンピレーション・アルバム『オールディーズ』、アメリカでは1970年に発売されたキャピトル編集盤『ヘイ・ジュード』でアルバム初収録となった。その後、『ザ・ビートルズ1962年〜1966年』、『20グレイテスト・ヒッツ』、『パスト・マスターズ Vol.2』、『ザ・ビートルズ1』、『トゥモロー・ネバー・ノウズ』にも収録された。なお、1996年に発売された『ザ・ビートルズ・アンソロジー2』に、ボーカル・トラックのみの音源が収録される予定となっていたが、最終的に未収録となった。

## プロモーション・フィルム
1965年からビートルズは、複数のテレビ番組に出演する代わりに、プロモーション・フィルムを制作して放送局に配っていた。新作シングルのプロモーションとしては、本作が初めて制作されたものだった。「ペイパーバック・ライター」のプロモーション・フィルムは、少なくとも4種類存在しており、番組ごとに別のものを制作していた。
マイケル・リンゼイ＝ホッグは、1966年5月19日と20日の2日間で撮影された4種類のプロモーション・フィルムの監督を務めた。初日にあたる5月19日にEMIレコーディング・スタジオで演奏している姿を撮影したものが、モノクロ映像（2本）とカラー映像（1本）の計3本制作され、前者が『エド・サリヴァン・ショー』（6月5日放送回）、後者が『レディ・ステディ・ゴー』（6月3日放送回）と『Thank Your Lucky Stars』（6月25日放送回）で放送された。
5月20日にロンドン郊外のチジックハウスの庭園や温室でメンバーが演奏しているカラー映像が撮影された。なお、撮影の半年前にマッカートニーは、バイク事故で前歯を折ってしまっていたため、歯を見せないように意識して歌っている。
2015年11月6日に発売された『ザ・ビートルズ　1+』のディスク1に5月20日に撮影されたカラー映像が収録され、ディスク2に5月19日に撮影されたモノクロ映像とカラー映像が収録されている。

## ライブやテレビ番組での演奏
1966年6月16日に放送されたBBCの音楽番組『トップ・オブ・ザ・ポップス』で、「ペイパーバック・ライター」と「レイン」のマイム演奏を披露した。この当時の映像は残っていなかったが、2019年に11秒間の無声映像が収められた8ミリカメラが発見され、同年に90秒以上の映像が発見された。
「ペイパーバック・ライター」は、1966年8月に行われた最後のアメリカツアーで演奏された最後の新曲であり、1966年に行われた西ドイツ公演、日本公演、フィリピン公演でも演奏された。
マッカートニーは、たびたび解散後のソロライブで演奏しており、ライブ・アルバム『ポール・イズ・ライブ』と『グッド・イヴニング・ニューヨーク・シティ〜ベスト・ヒッツ・ライヴ』にはライブ音源が収録されている。

## クレジット
「ペイパーバック・ライター」でメンバーが担当した楽器については、いくつか論争が起きている。『ギタープレーヤー』誌（1990年7月号、2005年1月号）で、マッカートニーはオープニングのリフをエピフォン・カジノのギターで演奏したと証言しており、実際に該当するレコーディング・セッション時の写真も残っている。音楽評論家のイアン・マクドナルドは、2005年に出版した著書『Revolution in the Head: The Beatles' Records and the Sixties』でリードギターを担当したのはジョージ・ハリスンのみであるとし、作家のケネス・ウォマックもマッカートニーが担当したのはベースとリード・ボーカルのみとしている。ロバート・ロドリゲスとウォルター・エベレットは、メインのギターリフを担当したのはマッカートニーとし、ハリスンが最初のフィルを担当したとしている。
以下、ロバート・ロドリゲスの著書を出典としたクレジット。
- ポール・マッカートニー - リード・ボーカル、リードギター（リフ）、ベース
- ジョン・レノン - バッキング・ボーカル、タンバリン
- ジョージ・ハリスン - バッキング・ボーカル、リズムギター、リードギター（フィル）
- リンゴ・スター - ドラム

## チャート成績

### 週間チャート
| チャート (1966年)                      | 最高位 |
| -------------------------------------- | ------ |
| オーストラリア (Kent Music Report)     | 1      |
| オーストリア (Ö3 Austria Top 40)       | 4      |
| ベルギー (Ultratop 50 Wallonia)        | 12     |
| ベルギー (Ultratop 50 Flanders)        | 7      |
| カナダ トップシングルス (RPM)          | 1      |
| デンマーク (Salgshitlisterne Top 20)   | 15     |
| フィンランド (Suomen virallinen lista) | 4      |
| アイルランド (IRMA)                    | 1      |
| イタリア (Musica e Dischi)             | 6      |
| オランダ (Single Top 100)              | 1      |
| ノルウェー (VG-lista)                  | 1      |
| 南アフリカ (Springbok)                 | 3      |
| スウェーデン (Kvällstoppen)            | 1      |
| スウェーデン (Tio i Topp)              | 4      |
| UK シングルス (OCC)                    | 1      |
| US Billboard Hot 100                   | 1      |
| US Cash Box Top 100                    | 1      |
| 西ドイツ (Media Control Singles Chart  | 1      |

| チャート (1976年)   | 最高位 |
| ------------------- | ------ |
| UK シングルス (OCC) | 23     |

| チャート (1986年)   | 最高位 |
| ------------------- | ------ |
| UK シングルス (OCC) | 78     |

### 年間チャート
| チャート (1966年) | 順位 |
| ----------------- | ---- |
| US Billboard      | 28   |
| US Cash Box       | 43   |

## 認定
| 国/地域                    | 認定 | 認定/売上数 |
| -------------------------- | ---- | ----------- |
| アメリカ合衆国 (RIAA)      | Gold | 1,000,000^  |
| ^ 認定のみに基づく出荷枚数 |      |             |

## カバー・バージョン
- 弘田三枝子 - 1966年に発売されたコンパクト盤『ロック・アンド・ロール・ミュージック』に収録。
- ガーション・キングスレイ - 1969年に発売されたアルバム『Music to Moog By』に収録[58]。
- ビージーズ - 1970年に発売されたコンピレーション・アルバム『Inception/Nostalgia』に収録。
- マーティー・ワイルド - 1970年に発売されたアルバム『Rock'n Roll』に収録。
- ケニー・ロジャース&ザ・ファースト・エディション - 1973年に発売されたアルバム『Rollin'』に収録。
- テンペスト - 1974年に発売されたアルバム『Living in Fear』に収録[59]。
- L⇔R - 1994年に発売されたコンピレーション・アルバム『Stereophonic! Witz Compilation Vol.1』に収録。